# Strauß-Glockenblume
Die Strauß-Glockenblume (Campanula thyrsoides) ist eine Pflanzenart aus der Gattung der Glockenblumen (Campanula) innerhalb der Familie der Glockenblumengewächse (Campanulaceae).

## Beschreibung

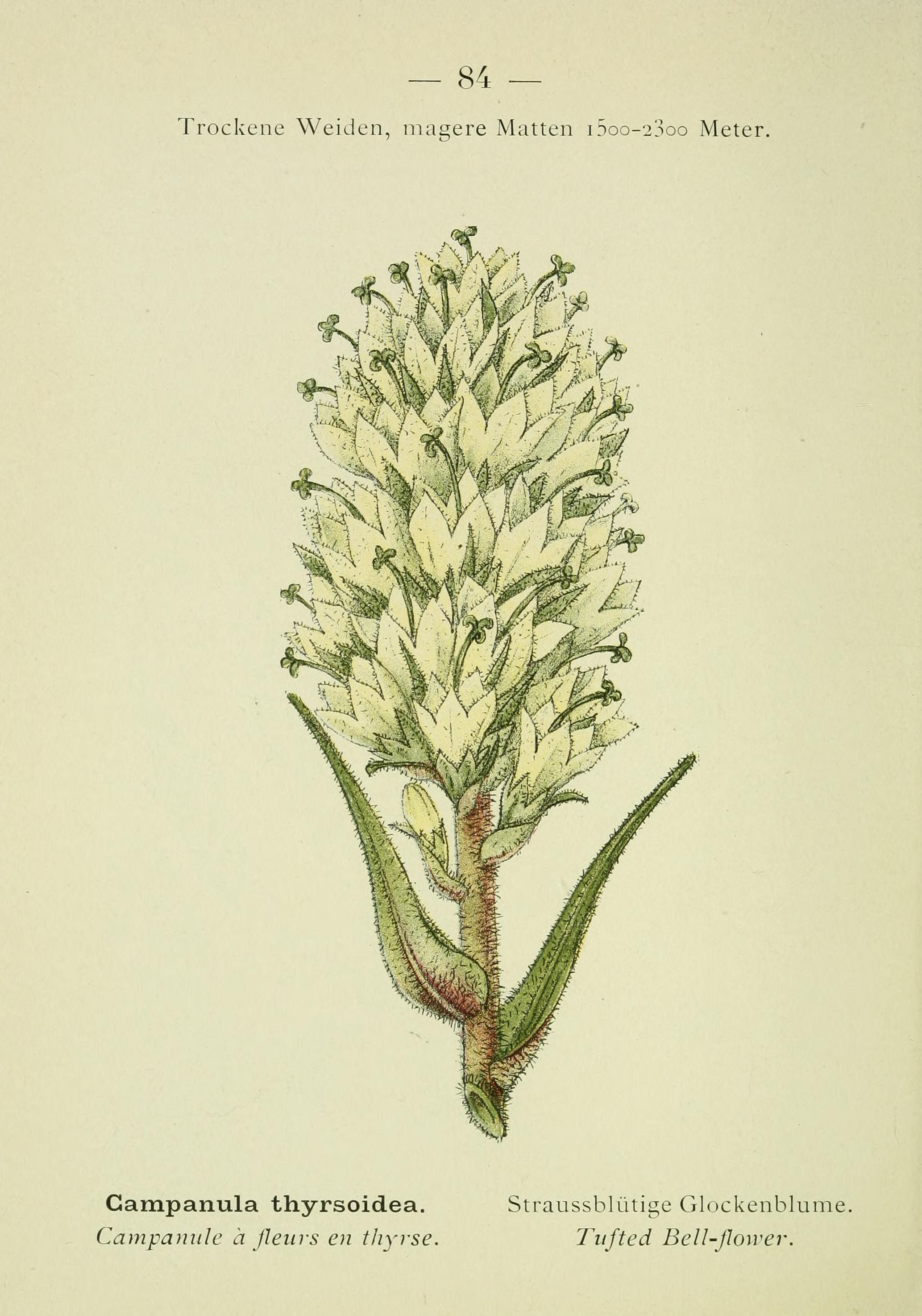
Illustration aus Alpen-Flora, S. 167

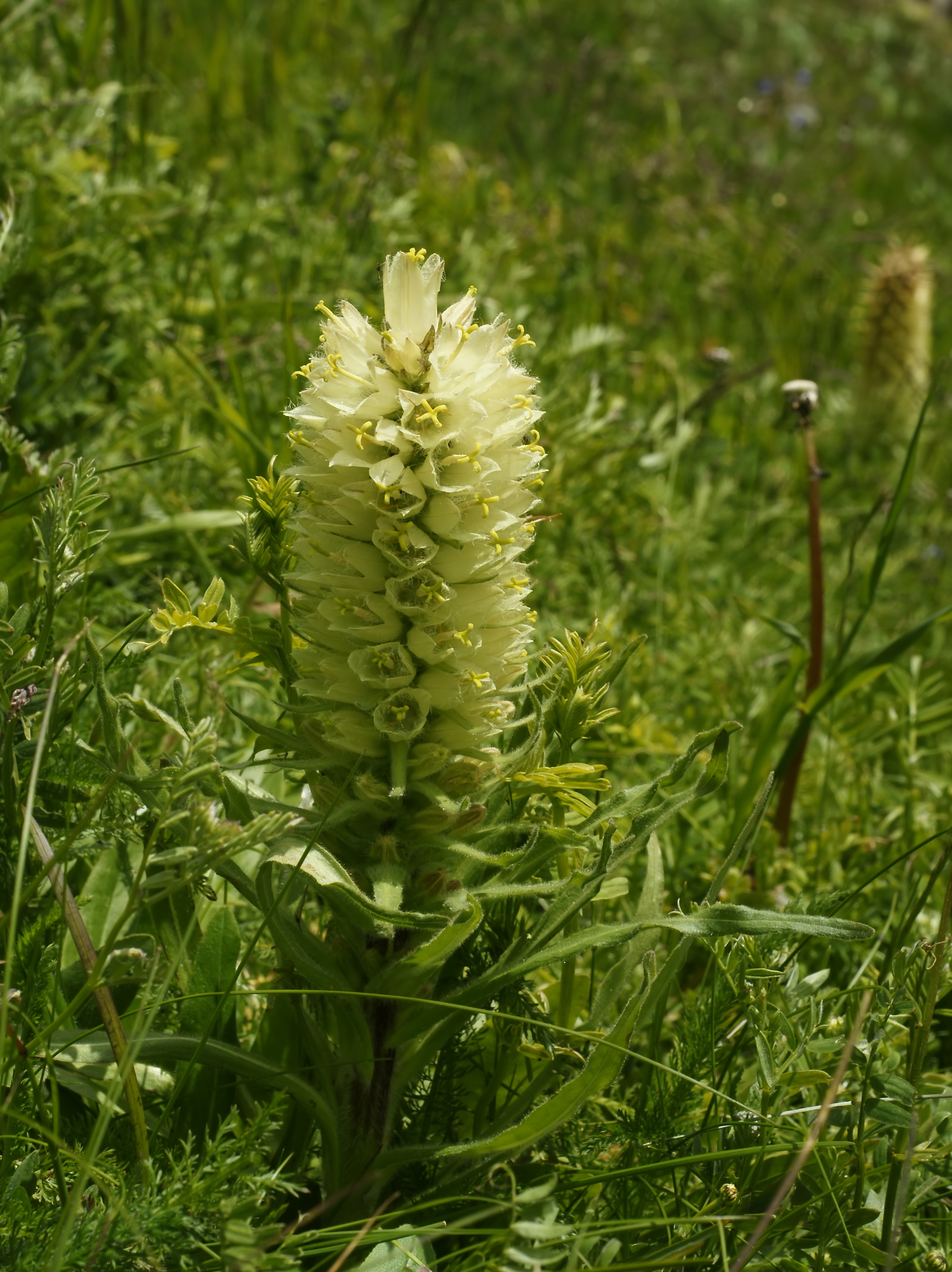
Habitus und Blütenstand

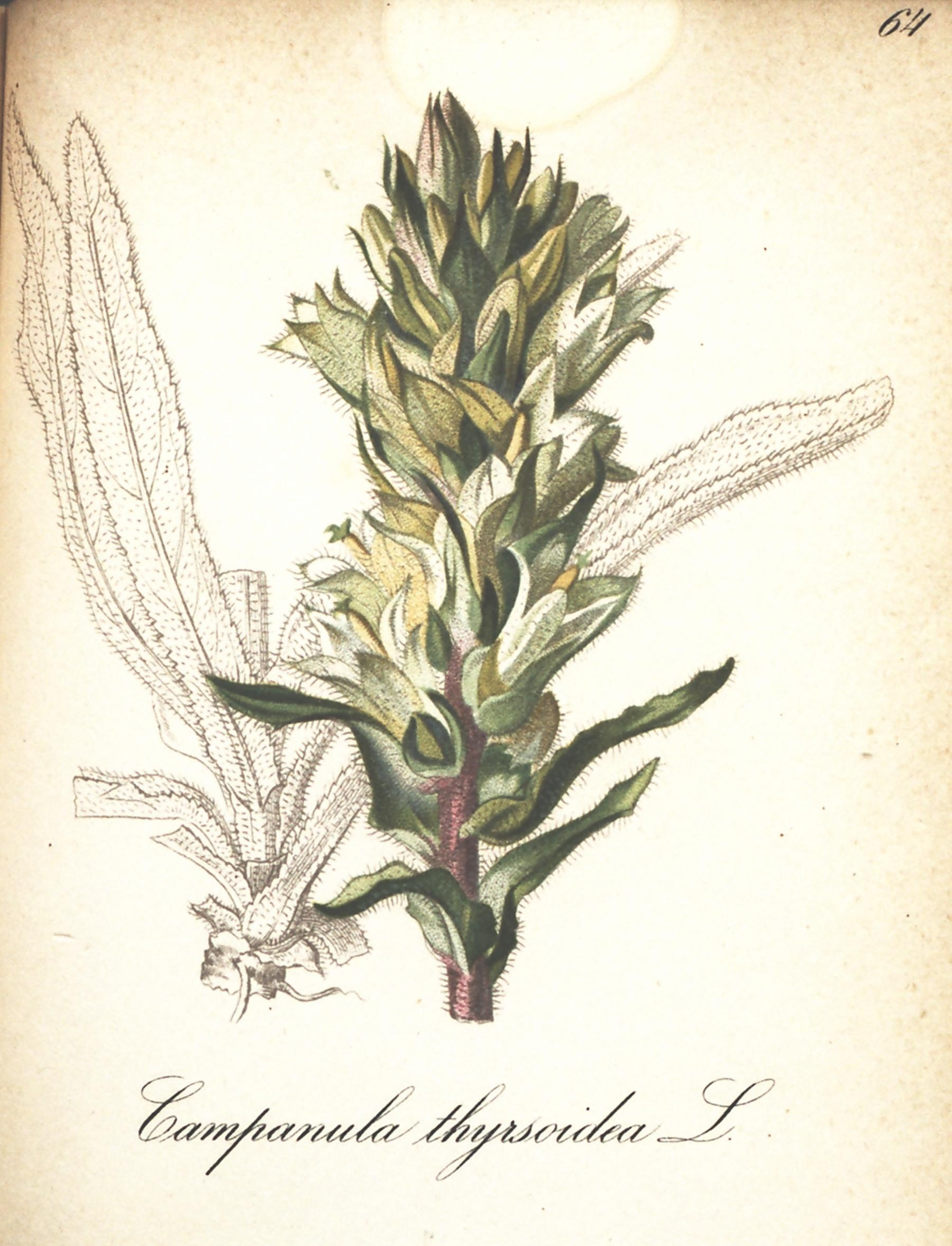
Illustration aus Die Alpenpflanzen nach der Natur gemalt, Tafel 64

### Vegetative Merkmale
Die Strauß-Glockenblume wächst als mehrjährige krautige Pflanze und erreicht Wuchshöhen von 10 bis 50 Zentimetern, bei der Unterart Campanula thyrsoides subsp. carniolica bis zu 120 Zentimetern. Die oberirdischen Pflanzenteile sind rau behaart. Der unverzweigte Stängel ist kantig und vor allem unten dicht beblättert.
Die einfachen Laubblätter sind grundständig und am Stängel verteilt angeordnet. Die Grundblätter sind länglich-lanzettlich. Die Stängelblätter sind zungenförmig und sitzend.

### Generative Merkmale
Die Blütezeit reicht von Juni bis August. Die bis zu 200 Blüten befinden sich einzeln bis zu dritt in den oberen Blattachseln und bilden einen dichten kolbenförmigen ährigen Blütenstand.
Die zwittrigen Blüten sind radiärsymmetrisch und fünfzählig mit doppelter Blütenhülle. Es sind fünf Kelchblätter vorhanden. Die fünf Kronblätter sind zu einer trichter- bis glockenförmigen Blütenkrone verwachsen. Die Blütenkronblätter sind blassgelb, außen behaart und 15 bis 25 Millimeter lang.
Die aufrecht stehende Kapselfrucht ist behaart.

### Chromosomensatz
Die Chromosomengrundzahl beträgt x = 17; es liegt Diploidie vor und die Chromosomenzahl beträgt für beide Unterarten 2n = 34.

## Ökologie
Bei der Strauß-Glockenblume handelt es sich um einen Hemikryptophyten. Die Strauß-Glockenblume ist plurienn-hapaxanth, sie wächst länger als ein Jahr vegetativ, nach der einzigen generativen Lebensphase schließt ihren Individualzyklus mit der Samenbildung ab. Es wurde lange angenommen, dass es sich bei dieser Art um eine zweijährige Pflanze handelt. Sie besiedelt meist die »halbschürigen« Mähder der Kalkalpen, die nur alle zwei Jahre gemäht werden und dadurch ihrem zweijährigen Lebensrhythmus entgegenkommen. Bei weiteren Untersuchungen wurde festgestellt, dass das Heranwachsen der Blattrosetten bis zur Blühreife an manchen Standorten nicht zwei, sondern 5 bis 10 Jahre dauert.
Jede Kapselfrucht enthält etwa 120 bis 180 Samen. Bei einem Pflanzenexemplar mit 100 Blüten sind das bis zu 18.000 Samen, die durch den Wind ausgebreitet werden.

## Vorkommen
Die Strauß-Glockenblume hat ursprüngliche Vorkommen in Frankreich, Deutschland, Schweiz, Österreich, Italien, Slowenien, Kroatien, Serbien, Montenegro und Bulgarien. In Tschechien ist die Ursprünglichkeit zweifelhaft. Die Strauß-Glockenblume ist eine alttertiäre Art der südeuropäischen Gebirge. Diese kalkliebende Pflanze ist in den Alpen, Jura und Balkan verbreitet. Ihre Standorte auf offenem Boden sowie ihre ungleichmäßige Verbreitung lassen sie nicht als Reliktpflanze, sondern als Wanderpflanze erkennen.
Standorte sind meist steinige Rasen, Felsbänder, Wegränder in sonniger Lage. Die Strauß-Glockenblume ist in den Alpen pflanzensoziologisch eine Charakterart des Caricetum ferrugineae. Sie ist in Höhenlagen von 1000 bis 2700 Metern anzutreffen. In den Allgäuer Alpen steigt sie am Rauheck-Gipfel in Bayern bis in eine Höhenlage von 2380 Meter auf.
Die ökologischen Zeigerwerte nach Landolt & al. 2010 sind in der Schweiz: Feuchtezahl F = 2+ (frisch), Lichtzahl L = 4 (hell), Reaktionszahl R = 4 (neutral bis basisch), Temperaturzahl T = 2 (unter-subalpin und ober-montan), Nährstoffzahl N = 3 (mäßig nährstoffarm bis mäßig nährstoffreich), Kontinentalitätszahl K = 3 (subozeanisch bis subkontinental).

## Systematik und Verbreitung

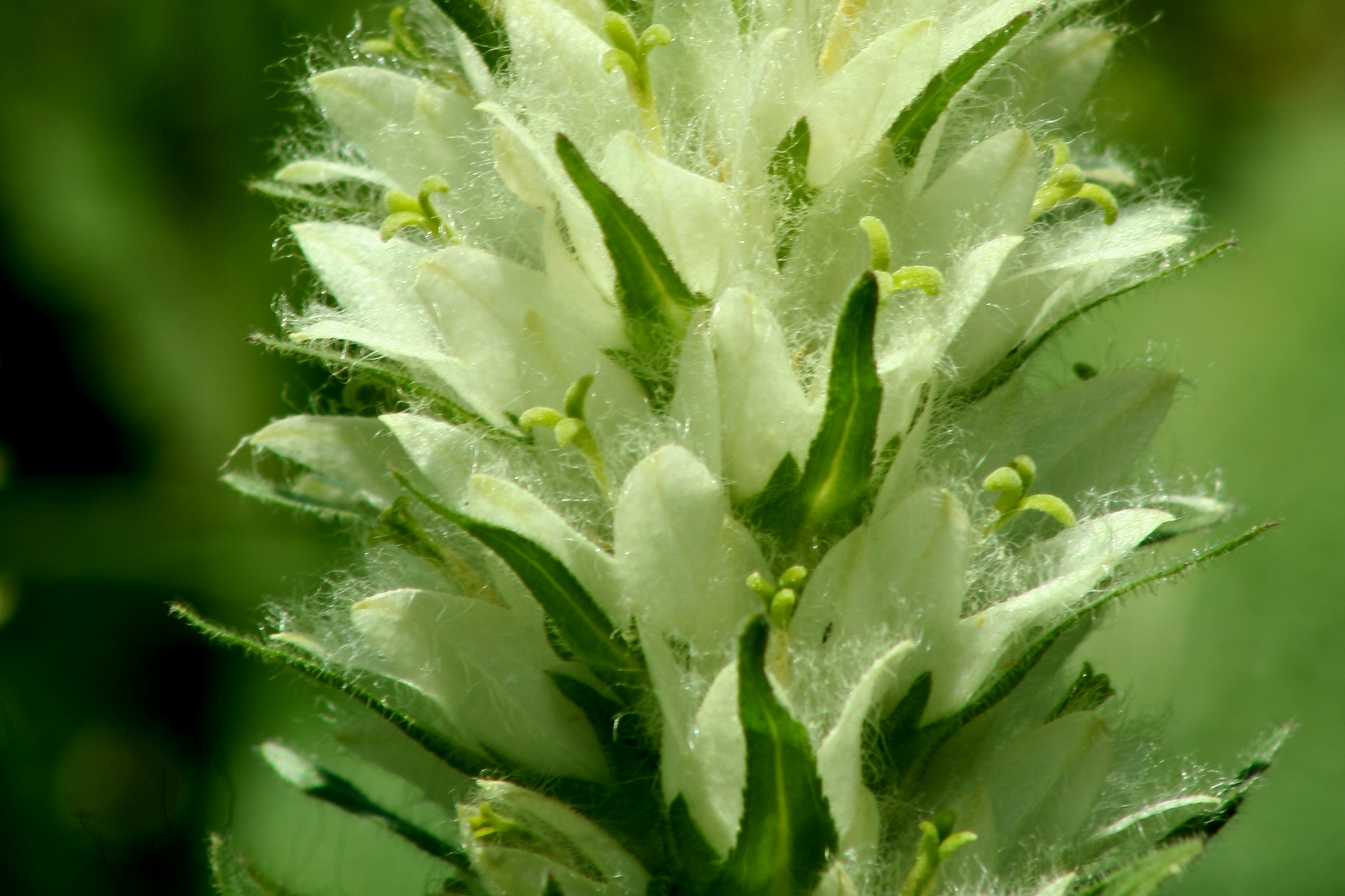
Krainer Strauß-Glockenblume (Campanula thyrsoides subsp. carniolica)

Die Erstveröffentlichung von Campanula thyrsoides erfolgte 1753 durch Carl von Linné in Species Plantarum, Tomus I, S. 167.
Es gibt etwa zwei Unterarten:
- Gewöhnliche Strauß-Glockenblume (Campanula thyrsoides L. subsp. thyrsoides): Sie erreicht Wuchshöhen von 20 bis 60 Zentimetern. Ihre Tragblätter sind höchstens so lang wie die Blüte. Die Krone ist blassgelb. Der Blütenstand blüht von unten nach oben auf.[9] Sie ist in den Kalkalpen, auf der Balkanhalbinsel und im französischen Jura[8] im subalpinen bis alpinen Bereich auf frischen steinigen Rasen und Felsen in Höhenlagen von 1500 bis 2800 Meter zu finden.
- Krainer Strauß-Glockenblume (Campanula thyrsoides subsp. carniolica (Sünd.) Podlech): Sie erreicht Wuchshöhen von 30 bis 80, selten bis 120 Zentimetern. Ihre Tragblätter sind doppelt so lang wie die Blüte. Die Krone ist weißgelb. Der Blütenstand blüht von oben nach unten auf.[9] Sie ist in den Karnischen Alpen und in Kroatien[8] im montanen Bereich auf felsigen Rasen zu finden.